# Estonia na Mistrzostwach Świata w Lekkoatletyce 2019
Estonia na Mistrzostwach Świata w Lekkoatletyce 2019 – reprezentacja Estonii podczas mistrzostw świata w Doha liczyła 9 zawodników.

## Medaliści
| Medal  | Zawodnik    | Konkurencja    | Rezultat  | Data           |
| ------ | ----------- | -------------- | --------- | -------------- |
| srebro | Maicel Uibo | dziesięciobój  | 8604 pkt. | 3 października |
| srebro | Magnus Kirt | rzut oszczepem | 86,21     | 6 października |

## Skład reprezentacji

### Mężczyźni
| Zawodnik      | Konkurencja                   | Eliminacje | Eliminacje | Półfinał | Półfinał | Finał   | Finał   | Źródło      |
| Zawodnik      | Konkurencja                   | Wynik      | Pozycja    | Wynik    | Pozycja  | Wynik   | Pozycja | Źródło      |
| ------------- | ----------------------------- | ---------- | ---------- | -------- | -------- | ------- | ------- | ----------- |
| Roman Fosti   | maraton                       | —          | —          | —        | —        | 2:18:30 | 33.     | [ 1 ]       |
| Tiidrek Nurme | maraton                       | —          | —          | —        | —        | 2:17:38 | 26.     | [ 1 ]       |
| Rasmus Mägi   | bieg na 400 m przez płotki    | 49,34      | 4. Q       | 48,93    | 9.       | NQ      | NQ      | [ 2 ] [ 3 ] |
| Kaur Kivistik | bieg na 3000 m z przeszkodami | 8:39,26    | 39.        | —        | —        | NQ      | NQ      | [ 4 ]       |

| Zawodnik      | Konkurencja    | Kwalifikacje | Kwalifikacje | Finał | Finał   | Źródło      |
| Zawodnik      | Konkurencja    | Wynik        | Pozycja      | Wynik | Pozycja | Źródło      |
| ------------- | -------------- | ------------ | ------------ | ----- | ------- | ----------- |
| Kristo Galeta | pchnięcie kulą | DNS          | DNS          | NQ    | NQ      | [ 5 ]       |
| Martin Kupper | rzut dyskiem   | 62,10        | 19.          | NQ    | NQ      | [ 6 ]       |
| Magnus Kirt   | rzut oszczepem | 88,36        | 2. Q         | 86,21 | 2.      | [ 7 ] [ 8 ] |

Dziesięciobój
| Zawodnik      | Konkurencja | 100 m | SD   | PK    | SW   | 400 m | 110 m ppł | RD    | ST   | RO    | 1500 m  | Wynik     | Pozycja | Źródło |
| ------------- | ----------- | ----- | ---- | ----- | ---- | ----- | --------- | ----- | ---- | ----- | ------- | --------- | ------- | ------ |
| Janek Õiglane | Rezultat    | 10,94 | 7,32 | 15,20 | 1,96 | 49,14 | 15,13     | 43,37 | 5,00 | 72,46 | 4:36,24 | 8297 pkt. | 6.      | [ 9 ]  |
| Janek Õiglane | Punkty      | 874   | 891  | 802   | 767  | 855   | 834       | 733   | 910  | 927   | 704     | 8297 pkt. | 6.      | [ 9 ]  |
| Maicel Uibo   | Rezultat    | 11,10 | 7,46 | 15,12 | 2,17 | 50,44 | 14,43     | 46,64 | 5,40 | 63,83 | 4:31,51 | 8604 pkt. | 2.      | [ 9 ]  |
| Maicel Uibo   | Punkty      | 838   | 925  | 797   | 963  | 794   | 920       | 801   | 1035 | 796   | 735     | 8604 pkt. | 2.      | [ 9 ]  |